# Duck MacDonald
Duck MacDonald, rodným jménem Andrew MacDonald, (* 17. září 1953) je americký heavymetalový a hardrockový kytarista a zpěvák. Narodil se ve městě Auburn v New York. V sedmdesátých letech hrál v několika skupinách. V roce 1980 nahradil Rosse the Bosse ve skupině Shakin' Street. Skupina však zanedlouho zanikla. Téhož roku MacDonald založil společně s Craigem Gruberem, Garym Driscollem a dalšími kapelu Bible Black. V roce 1988 se stal členem skupiny Blue Cheer, se kterou s přestívkami působil až do roku 2009, kdy její frontman Dickie Peterson zemřel.